# Distretto di Gbeapo
Il distretto di Gbeapo è un distretto della Liberia facente parte della contea di River Gee.